# 474 f.Kr.

## Händelser

### Efter plats

#### Italien
- De syrakusiska trupperna under Hieron I besegrar, i allians med Aristodemos[förtydliga] av Kyme, den etruskiska flottan i slaget vid Kyme, när etruskerna försöker erövra den grekiska staden Kyme i Italien. Denna seger gör slut på den etruskiska expansionen i södra Italien och räddar grekerna i Kampanien från etruskisk dominans.
- Taranto ingår en allians med Rhegion, för att motverka messapierna, peuketerna och lukanierna, men deras förenade arméer besegras nära Kailìa (nuvarande Ceglie Messapica).
- Hieron låter bygga slottet Castello Aragonese på ön Ischia.

#### Persiska riket
- Kung Xerxes I av Persien utfärdar ett påbud, framfört av Mordekai till kungens sekreterare, som ger judarna i varje stad rättighet att förena sig för att försvara sig till liv och lem mot sina motståndare i alla det Persiska rikets 127 provinser, från Indien till Etiopien.[1]

### Efter ämne

#### Konst
- Statyn Körsvennen uppförs i Delfi.